# Susanne Jolidon-Krauer
Susanne Jolidon-Krauer (30 juni 1972) is een wielrenner uit Zwitserland.
In 1989 won zij de GP Cham-Hagendorn, een Zwitserse eendaagse vrouwenwielerwedstrijd.